# 박찬근 (1967년)
박찬근(朴贊勤, 1967년 1월 20일 ~ )은 대한민국의 제8대 대전광역시 중구의원이다.

## 학력
- 1974.03 ~ 1977.02 금산국민학교 전학 → 1977.03 ~ 1980.02 신흥국민학교 졸업
- 1980.03 ~ 1983.02 대전동중학교 졸업
- 1983.03 ~ 1986.02 보문고등학교 졸업
- 충남대학교 법학과 졸업

### 비학위 수료
- 국립군산대학교 대학원 사법전공 석사 과정 수료

## 경력
- 계룡참여시민연대 공동의장
- 계룡뉴스 편집인
- 엄사중학교 운영위원장
- 엄사면 자율방범대장
- 문화유산회복재단 정책위원
- 새로운 100년을 여는 통일의병 회원
- 더불어민주당 대전시당 중구 지역위원회 사무국장
- 문재인 대통령 후보 대전 중구 정당사무소장
- 문화유산회복재단 정책위원
- 대전참여자치시민연대 창립회원
- 변호사 김평수.이효상 법률사무소 사무장
- 2018.07 ~ 2019.06 제8대 대전광역시 중구의회 의원
- 2018.07 ~ 2019.06 제8대 대전광역시 중구의회 전반기 예산결산특별위원회 위원장
- 2018.07 ~ 2019.06 제8대 대전광역시 중구의회 전반기 사회도시위원회 위원
- 2018.07 ~ 2019.06 제8대 대전광역시 중구의회 전반기 의회운영위원회 위원
- 2018.07 ~ 2019.06 제8대 대전광역시 중구의회 전반기 대전 중구청 공직자윤리위원회 위원

## 수상
- 2012.01.31 대전환경운동연합 10년 회원상

## 논란
2019년 6월 20일 대전 중구 박찬근, 의원직도 결국 상실

## 역대 선거 결과
|  | 21.2% |

|  | 6.65% |

|  | 6.65% |

|  | 43.08% |